# إرفينغ فاين
إرفينغ فاين (بالإنجليزية: Irving Fine)‏ هو ملحن أمريكي، ولد في 3 ديسمبر 1914 في بوسطن في الولايات المتحدة، وتوفي بنفس المكان في 23 أغسطس 1962.

## وصلات خارجية
- إرفينغ فاين على موقع ميوزك برينز (الإنجليزية)
- إرفينغ فاين على موقع أول ميوزيك (الإنجليزية)